# Baissea baillonii
Baissea baillonii är en oleanderväxtart som beskrevs av Henri Hua. Baissea baillonii ingår i släktet Baissea och familjen oleanderväxter. Inga underarter finns listade i Catalogue of Life.